# Florence Schelling

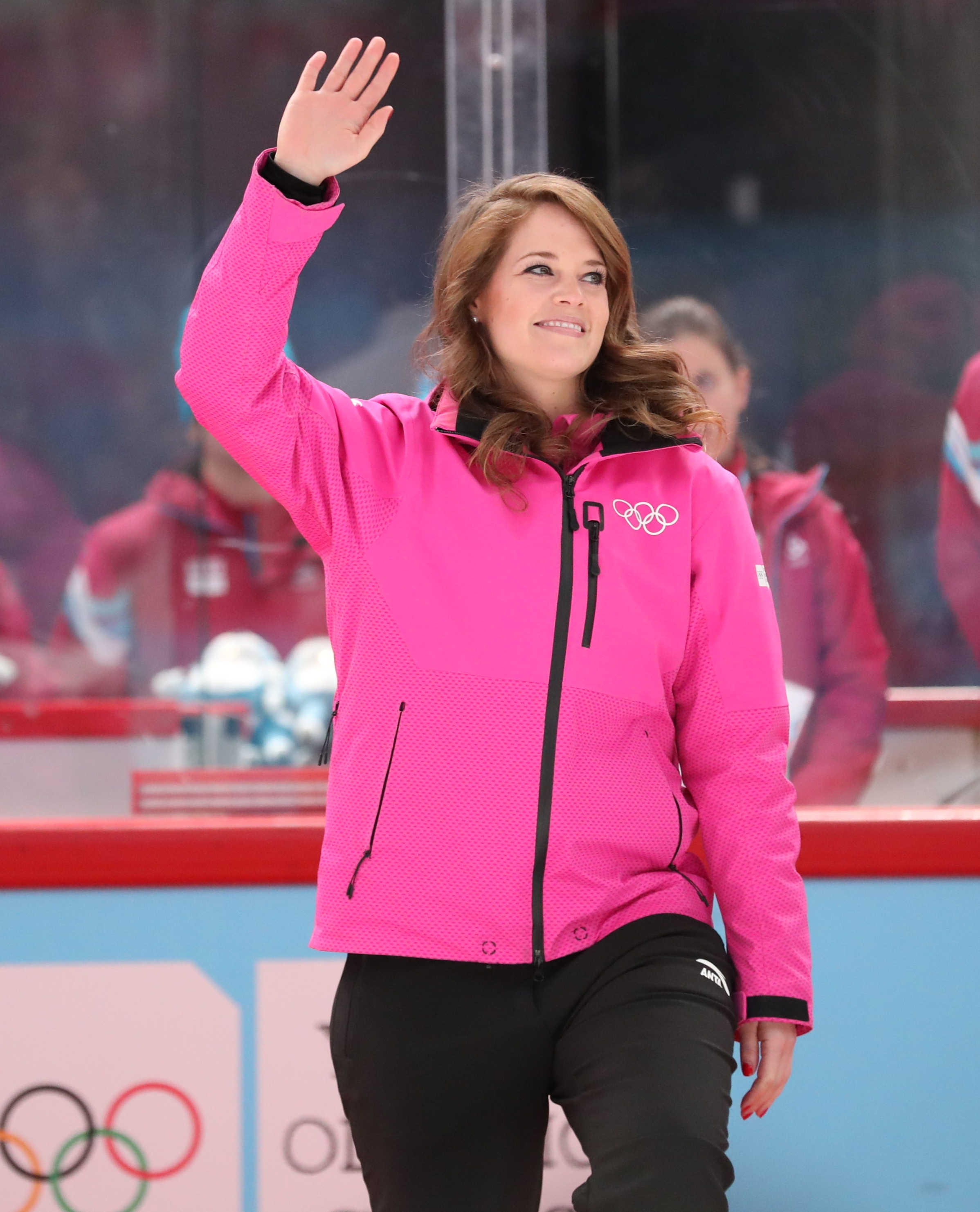
Florence Schelling under medaljceremonin vid damernas ishockeyturnering vid Olympiska vinterspelen för ungdomar i Lausanne, Vaud, Schweiz i januari 2020

Florence Schelling, född den 9 mars 1989 i Zurich i Schweiz, är en schweizisk före detta ishockeyspelare.
Hon tog OS-brons i damernas ishockeyturnering i samband med de olympiska ishockeytävlingarna 2014 i Sotji.